# Цэнгэлхайрхан
Цэнгэлхайрхан (монг. Цэнгэл хайрхан) — гора на западе Монголии в провинции Баян-Улгий. Имеет высоту 3943 м. над уровнем моря. Является частью Монгольского Алтая. На вершине горы  находится ледниковая шапка. Нижняя граница ледника находится на высоте 3420 м. над уровнем моря. В пределах горного массива сформировались четыре моренные системы.